# خوان اراستگویی
خوان اراستگویی (انگلیسی: Juan Arostegui؛ زادهٔ ۲ دسامبر ۱۹۸۰) بازیکن فوتبال اهل آرژانتین است.
از باشگاه‌هایی که در آن بازی کرده‌است می‌توان به باشگاه فوتبال پاچوکا، باشگاه فوتبال سالرنیتانا، باشگاه فوتبال بوکا جونیورز، و باشگاه فوتبال ال پورونیر اشاره کرد.